# Ламбертон, Шарль
Шарль Ламбертон (1876—1960, Ла-Трините (Приморские Альпы)) — французский палеонтолог, живший на Мадагаскаре с 1911 по 1948 год и специализировавшийся на изучении недавно вымерших субфоссильных лемуров. Внёс значительный вклад в их изучение. Его экспедиции 1930-х годов привели к открытию новых видов мезопропитеков. Три вида — одно млекопитающее (Nesomys lambertoni) и две рептилии — были названы в честь учёного, хотя один из них сегодня считается таксономическим синонимом.

## Карьера
На Мадагаскаре Ламбертон работал в колледже, а также секретарём Малагасийской академии. Большую часть этого времени он писал преимущественно именно о вымершей фауне острова.